# Sowing the Seeds of Love
Sowing the Seeds of Love är en låt av den brittiska gruppen Tears for Fears. Den var den första singeln från albumet The Seeds of Love och blev en stor framgång. Den nådde 5:e plats på brittiska singellistan, 2:a plats på amerikanska Billboard Hot 100 och blev en stor hit i flera andra länder, bland annat 1:a i Kanada. På Sverigetopplistan låg den i fem veckor med som bäst en 8:e placering.
Sowing the Seeds of Love blev etta på Trackslistan den 21 oktober 1989 och låg totalt nio veckor på listan.

## Om låten
Låten är skriven och producerad som en pastisch på en The Beatles-låt från deras senare karriär i slutet av 1960-talet och texten är en av gruppens mest politiska. Roland Orzabal, som kommer från en arbetarklassbakgrund, skrev den som en reaktion mot att Margaret Thatcher och hennes konservativa parti blev valda för tredje gången i Parlamentsvalet i Storbritannien 1987.

## Utgåvor
7" singel (UK)
1. Sowing the Seeds of Love (7" Version)
2. Tears Roll Down

12"/CD-singel (UK)
1. Sowing the Seeds of Love (Full Version)
2. Tears Roll Down
3. Shout (U.S. Remix)

CD-singel (US)
1. Sowing the Seeds of Love (Full Version)
2. Sowing the Seeds of Love (U.S. Radio Edit)